# Музей охоты и природы (Париж)
Музей охоты и природы (фр. Musée de la chasse et de la nature) основан в 1967 году и посвящён охотничьему оружию, трофеям, а также произведениям искусства, связанными с темой охоты.

## Коллекция
В коллекции музея находятся более 6000 экспонатов — оружие, охотничьи трофеи и аксессуары, мебель, посуда. Экспозиция оружия начинается с холодного охотничьего оружия — копья, охотничьи ножи, арбалеты XVI—XVII веков. Огнестрельное оружие, представленное от аркебуз и кремниевых ружей XVI—XVII веков, освещает все основные моменты эволюции охотничьих ружей.
Также в музее экспонируются картины из коллекции Лувра, связанные с темой охоты, в том числе произведения Лукаса Кранаха, Питера Пауля Рубенса, Яна Брейгеля Старшего, Франса Снейдерса, Франсуа-Александра Депорта.

## История
Изначально музей занимал лишь часть особняка Генего (фр. Hôtel de Guénégaud), принадлежащего Фонду Охоты и Природы, управляющего музеем. В 1971 году по соглашению с Министерством культуры Франции часть картин из коллекции музея размещается в замке Шамбор, изначально строившемся в качестве охотничьего домика Франциска I. В 2002 году Фонд Охоты и Природы приобретает ещё один особняк (фр. Hôtel de Mongelas), расположенный недалеко от первого, и в 2007 году размещает там свою коллекцию.

## Практическая информация
Музей находится в 3-м округе Парижа, ближайшие станции метро — Hôtel de Ville, République и Rambuteau.
Адрес музея: 62, rue des Archives, 75003 Paris.
Время работы: вторник — воскресенье, 11:00 — 18:00.